# كأس ديفيز 1958
كأس ديفيز 1958 هو الموسم 47 من  كأس ديفيز. فاز فيه منتخب الولايات المتحدة لكأس ديفيز.